# Daniela Ziemann
Daniela Ziemann (* 1961 in Berlin) ist eine deutsche Schauspielerin.
Ziemann absolvierte nach der Schule eine Schauspielausbildung in Berlin. 1983 erhielt sie die Hauptrolle der Heide Düwel in der ZDF-Fernsehproduktion Ravioli. Im Anschluss erhielt sie mehrere Engagements an verschiedenen Theatern, so z. B. in Berlin, München und Hamburg.
Daniela Ziemann arbeitet heute fast ausschließlich als Theaterschauspielerin.